# سارکوسوکوس
سارکوسوکوس (نام علمی: (Sarcosuchus) ترجمه اسم آن "کروکدیل جسدی" است، زیرا از اجساد انسان‌ها تغذیه می کرده است. این جانور که جد کروکدیل است، دو برابر کروکدیل‌های امروزی قد و ۸ برابر آنها وزن داشت. پوزه وحشتناک او سه چهارم جمجمه‌اش را اشغال می کرد و در فک بالایی خود ۳۵ و در پایینی ۳۱ دندان داشت. آنقدر ترسناک بود که توانست برای همیشه از یادگیری شنا بازتان دارد!

## توصیف

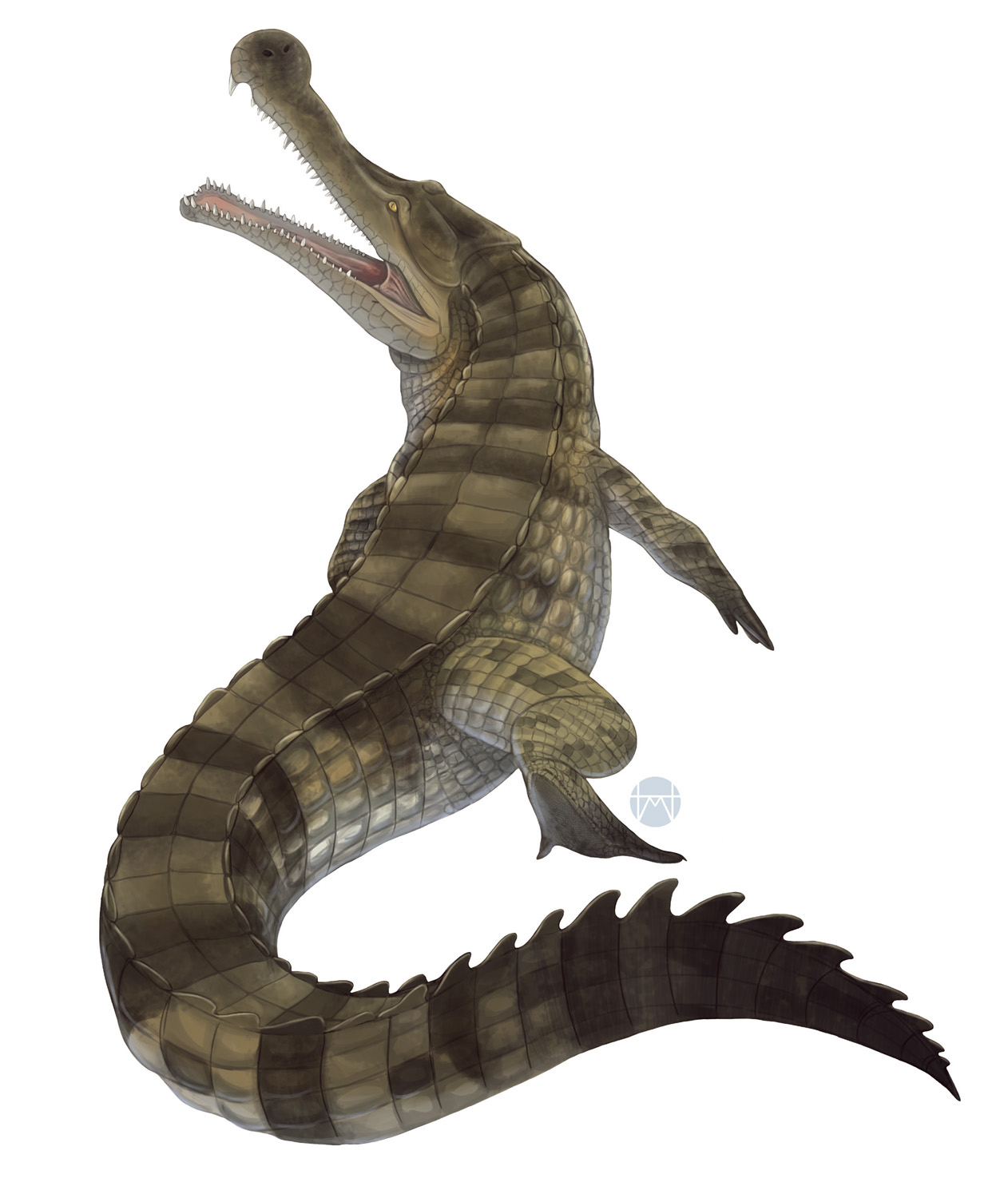
نگاره‌ای فرضی از پیکر سارکوسوکوس امپراتور

سارکوسوکوس به‌طور میانگین حدود ۹ متر طول و ۳٫۵ تن وزن داشت اما می‌توانست تا ۹٫۵ متر طول و ۴٫۷ تن نیز اندازه و وزن داشته باشد. در گذشته اندازه و وزن بیشتری برای این جانور تصور می‌شد و طول آن را تا ۱۲ متر و وزن آن را تا ۸ تن برآورد می‌کردند. اما تحقیقات اخیر نشان می‌دهند که اندازه این جانور به‌طور قابل‌ملاحظه‌ای کوچک‌تر از آنچه بوده که قبلاً تصور می‌شد. سارکوسوکوس دارای جمجمه بلندی بود و پوزه آن به تنهایی ۷۵٪ درصد از طول جمجمه را تشکیل می‌داد. در هر قسمت از فک بالای این جانور ۳۵ دندان قرار داشت در حالی که در هر قسمت از فک پایین آن ۳۱ دندان قرار داشت. سارکوسوکوس‌های نابالغ و جوان دارای پوزه‌ای باریک شبیه به گریال بودند اما افراد بزرگسال دارای پوزه بسیار پهن‌تر و گسترده‌تری بودند.

## سبک زندگی

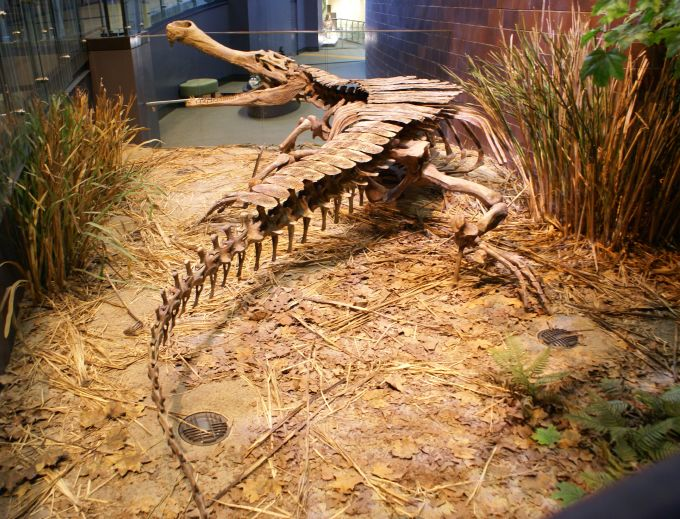
اسکلت سارکوسوکوس در موزه کودکان ایندیاناپولیس

اطلاعات زیادی دربارهٔ شیوه زندگی سارکوسوکوس در دست نیست اما تصور می‌شود که شیوه زندگی آن شبیه به تمساح نیل بوده و از انواع ماهیان و دایناسورهای گیاه‌خوار بزرگ تغذیه می‌کرده‌است. این جانور با برخی دایناسورهای گوشت‌خوار بزرگ مانند سوکومیموس هم‌زیستی داشت و احتمالاً با آن‌ها بر سر منابع غذایی رقابت می‌کرد.